# Naucoria fellea
Naucoria fellea är en svampart som tillhör divisionen basidiesvampar, och som först beskrevs av Jules Favre, och fick sitt nu gällande namn av Raithelh.. Naucoria fellea ingår i släktet skrälingar, och familjen buktryfflar. Arten är reproducerande i Sverige.